# فدراسیون فوتبال یوگسلاوی
اتحادیه فوتبال یوگسلاوی (FSJ) (صربی: Фудбалски савез Југославије, کرواتی: Jugoslavenski nogometni savez; اسلوونیایی: Nogometna zveza Jugoslavije; مقدونی: Фудбалски Сојуз на Југославија) هیئت حاکمه فوتبال در یوگسلاوی بود که در بلگراد مستقر بود و شعبه اداری اصلی آن در زاگرب بود.
این سازمان لیگ اول یوگسلاوی، تیم ملی فوتبال یوگسلاوی و لیگ دوم هر شش جمهوری سابق یوگسلاوی را سازماندهی کرد.

## تاریخچه
در آوریل ۱۹۱۹ در زاگرب با نام Jugoslavenski nogometni savez تشکیل شد. فدراسیون فوتبال در ۴ مه ۱۹۲۱ به عضویت موقت فیفا و در ۲۰ مه ۱۹۲۳ به عضویت دائم فیفا درآمد. نام بعداً به Nogometni savez Jugoslavije تغییر کرد. پس از اختلافات بین اتحادیه‌های فرعی زاگرب و بلگراد در سال ۱۹۲۹، مجمع فدراسیون فوتبال یوگسلاوی در سال ۱۹۲۹ منحل شد و متعاقباً با دیکتاتوری ۶ ژانویه منحل شد. مقر انجمن سال بعد، در ۱۶ مارس ۱۹۳۰ به بلگراد نقل مکان کرد، جایی که سازمان نام خود را به Fudbalski Savez Jugoslavije تغییر داد.
در این مدت چندین زیر انجمن وجود داشت که فوتبال را در سطح منطقه سازماندهی می‌کرد. اینها عبارت بودند از:
- زیرمجموعه فوتبال بانیا لوکا
- زیرمجموعه فوتبال بلگراد (۱۲ مارس ۱۹۲۰)
- زیرمجموعه فوتبال چتینیه (۸ مارس ۱۹۳۱)
- زیرمجموعه فوتبال کراگویواتس (۱۵ آوریل ۱۹۳۲)
- زیرمجموعه فوتبال لیوبلیانا (۲۳ آوریل ۱۹۲۰)
- زیرمجموعه فوتبال نیش (۸ مارس ۱۹۳۱)
- زیرمجموعه فوتبال نووی ساد (۱۳ آوریل ۱۹۳۰)
- زیرمجموعه فوتبال اوسییک (۱۶ مارس ۱۹۲۴)
- زیرمجموعه فوتبال سارایوو (۱۹۲۰/۱۹۲۱)
- زیرمجموعه فوتبال اسکوپیه (۱۸ دسامبر ۱۹۲۷)
- زیرمجموعه فوتبال اسپلیت (۷ مارس ۱۹۲۰)
- زیرمجموعه فوتبال سوبوتیکا (۳ مارس ۱۹۲۰)
- زیرمجموعه فوتبال ولیکی بکرک (۱۱ ۰۵ ۱۹۳۰)
- زیرمجموعه فوتبال زاگرب (۸ سپتامبر ۱۹۱۹)

در ۱ اکتبر ۱۹۳۹، این اتحادیه به عنوان اتحادیه عالی فوتبال یوگسلاوی (Vrhovni nogometni savez Jugoslavije)، که متشکل از اتحادیه‌ها بود، مجدداً تأسیس شد: فدراسیون فوتبال اسلوونی (Slovenska nogometna zveza) که دراوا بانووینا، فدراسیون فوتبال کرواسی را پوشش می‌دهد. Hrvatski nogometni savez) که بانوینا کرواسی را پوشش می‌دهد، و فدراسیون فوتبال صربستان (Srpski loptački savez) بقیه ایالت را پوشش می‌دهد. در این انجمن جدید ایجاد شده، زیرمجموعه جدیدی تشکیل شد: زیر انجمن فوتبال سوشاک (ژانویه ۱۹۴۰) و زیر انجمن فوتبال ماریبور و سلجه (در اواخر سال ۱۹۴۰). در سال ۱۹۵۴ اتحادیه فوتبال یوگسلاوی به عضویت یوفا درآمد.
در سال ۱۹۹۲، جمهوری فدرال سوسیالیستی یوگسلاوی منحل شد، اما جمهوری‌های صربستان و مونته‌نگرو اتحادیه ای را با نام صربستان و مونته‌نگرو تشکیل دادند و ادعای جانشینی یوگسلاوی سابق را منحصراً برای خود، از جمله اتحادیه فوتبال، داشتند، بنابراین آنها اتحادیه فوتبال را همراه با عضویت در آن حفظ کردند. در فیفا و یوفا در سال ۲۰۰۳، زمانی که این کشور نام خود را به صربستان و مونته‌نگرو تغییر داد، اتحادیه فوتبال یوگسلاوی با فدراسیون فوتبال صربستان و مونته‌نگرو جایگزین شد.

## اتحادیه‌های فوتبال کشورهای جانشین
- فدراسیون فوتبال کرواسی - ۱۹۱۲
- فدراسیون فوتبال صربستان - ۱۸ آوریل ۱۹۱۹ / ۲۸ ژوئن ۲۰۰۶[۳] (اتحادیه فوتبال مستقل وویودینا، ۹ ژانویه 1949.[۴])
- فدراسیون فوتبال اسلوونی - ۱۹۲۰
- فدراسیون فوتبال کوزوو - ۱۹۴۶
- فدراسیون فوتبال مونته‌نگرو - ۱۹۳۱
- فدراسیون فوتبال مقدونیه شمالی - ۱۹۴۹
- فدراسیون فوتبال بوسنی و هرزگوین - ۱۹۲۰/۱۹۹۲
- فدراسیون فوتبال یوگسلاوی (FR) - ۱۹۹۲ -> فدراسیون فوتبال صربستان و مونته‌نگرو - ۲۰۰۳